# Пономарчук, Андрей Иванович
Андрей Иванович Пономарчук (1915—1944) — советский военный. Участник Великой Отечественной войны. Герой Советского Союза (1943). Лейтенант.

## Биография
Андрей Иванович Пономарчук родился в 1915 году в городе Кадиевка Славяносербского уезда Екатеринославской губернии Российской империи (ныне город Стаханов Луганской области Украины) в семье рабочего. Украинец. После школы окончил горнопромышленное училище. До призыва на военную службу работал на шахте.
В ряды Рабоче-крестьянской Красной Армии А. И. Пономарчук был призван Серговским районным военкоматом города Серго Ворошиловградской области в 1941 году. Окончил курсы младших лейтенантов. В боях с немецко-фашистскими захватчиками младший лейтенант А. И. Пономарчук с января 1942 года в должности командира стрелкового взвода. Воевал на Юго-Западном и Брянском фронтах, дважды был тяжело ранен. После очередного лечения в госпитале Андрей Иванович был направлен на Воронежский фронт, где 12 июня 1942 года был назначен на должность командира взвода 569-го стрелкового полка 161-й стрелковой дивизии 60-й армии. Участвовал в обороне Воронежа в ходе Воронежско-Ворошиловградской оборонительной операции. С сентября по декабрь 1942 года дивизия, в которой служил А. И. Пономарчук, держала оборону на правом берегу реки Дон в районе посёлка Нижняя Верейка в составе 38-й армии. К декабрю 1942 года Андрей Иванович получил звание лейтенанта и был назначен командиром стрелковой роты. В конце 1942 года 161-я стрелковая дивизия была включена в состав 18-го отдельного стрелкового корпуса и в районе Лисок начала подготовку к зимнему наступлению Воронежского фронта.
Зимой-весной 1943 года дивизия генерал-майора П. В. Тертышного, в которой воевал лейтенант А. И. Пономарчук, в составе 18-го отдельного стрелкового корпуса и 69-й армии участвовала в Острогожско-Россошанской, Воронежско-Касторненской и Харьковской наступательной операциях, освобождала от немецко-фашистских захватчиков город Харьков. В ходе немецкого контрнаступления под Харьковом в марте 1943 года дивизия понесла большие потери и была выведена в тыл. После доукомплектования до лета 1943 года она находилась во втором эшелоне 40-й армии под Курском. Во время Курской битвы рота лейтенанта Пономарчука держала оборону на южном фасе Курской дуги в районе деревни Зыбино Борисовского района Белгородской области, затем участвовала в Белгородско-Харьковской операции, в составе своего полка освобождала город Лебедин. После разгрома немецко-фашистских войск на Курской дуге войска Воронежского фронта осуществили Сумско-Прилуцкую операцию и 22 сентября 1943 года передовыми частями вышли к Днепру.
В ночь на 23 сентября 1943 года с группой бойцов из своей роты лейтенант А. И. Пономарчук форсировал Днепр у села Зарубинцы Каневского района Черкасской области, и подавив огонь двух станковых и двух ручных пулемётов, занял плацдарм на его правом берегу. На рассвете Андрей Иванович повёл свою 5-ю роту в атаку и, отражая встречные контратаки врага, углубил занятый плацдарм на два километра от берега, обеспечив тем самым успешное форсирование реки 569-м стрелковым полком. В последующие дни рота Пономарчука участвовала в боях за удержание и расширение плацдарма, получившего название Букринский. Указом Президиума Верховного Совета СССР от 23 октября 1943 года за успешное форсирование реки Днепр южнее Киева, прочное закрепление плацдарма на западном берегу реки Днепр и проявленные при этом отвагу и геройство лейтенанту Пономарчуку Андрею Ивановичу было присвоено звание Героя Советского Союза.
До декабря 1943 года 161-я стрелковая дивизия вела тяжёлые бои на Букринском плацдарме. В начале декабря она была переброшена под город Малин и в составе 60-й армии 1-го Украинского фронта участвовала в отражении немецкого контрнаступления под Киевом. Затем перешла в наступление и в ходе Житомирско-Бердичевской операции прорвала оборону противника, продвинувшись с боями на 40 километров. В середине января 1944 года Андрея Ивановича перевели на должность командира 8-й стрелковой роты 1033-го стрелкового полка 280-й стрелковой дивизии 60-й армии. В ходе Ровно-Луцкой операции 7 февраля 1944 года рота лейтенанта Пономарчука ворвалась на восточную окраину города Шепетовка и захватила две линии вражеских траншей. Опомнившийся противник, пытаясь вернуть утраченные позиции, предпринял три яростные контратаки при поддержке танков и авиации, но все они были отбиты. Когда немцы в очередной раз пошли в наступление, лейтенант Пономарчук поднял свою роту во встречную атаку, а вслед за ней перешли в наступление остальные подразделения полка. Немцы в панике побежали. Восточные районы города Шепетовки были очищены от врага, но во время штурма казарм, где засели фашисты, Андрей Иванович был смертельно ранен и вскоре скончался. Первоначально его похоронили на северной окраине села Судилков (ныне Шепетовский район Хмельницкой области Украины). Позднее его останки были перенесены в братскую могилу в центре села.

## Награды
- Медаль «Золотая Звезда» (23.10.1943);
- орден Ленина (23.10.1943).

## Память
- Именем Героя Советского Союза А. И. Пономарчука названа улица в городе Стаханове Луганской области Украины.

## Документы
- Общедоступный электронный банк документов «Подвиг Народа в Великой Отечественной войне 1941—1945 гг.» Дата обращения: 30 октября 2012. Архивировано из оригинала 13 марта 2012 года.

Представление к званию Героя Советского Союза. Дата обращения: 30 октября 2012. Архивировано 28 декабря 2012 года.
Уаз ПВС СССР о присвоении звания Героя Советского Союза. Дата обращения: 30 октября 2012. Архивировано 28 декабря 2012 года.
Список офицерского, сержантского и рядового состава, которым указом ПВС СССР от 23 октября 1943 года присвоено звание «Герой Советского Союза». Дата обращения: 30 октября 2012. Архивировано 28 декабря 2012 года.
- Обобщенный банк данных «Мемориал». Дата обращения: 30 октября 2012. Архивировано из оригинала 10 мая 2012 года.

ЦАМО, ф. 58, оп. 18002 , д. 266. Дата обращения: 30 октября 2012. Архивировано 28 декабря 2012 года.
ЦАМО, ф. 33, оп.  11458, д. 234. Дата обращения: 30 октября 2012. Архивировано 28 декабря 2012 года.
Информация из списков захоронения ЗУ380-23-44. Дата обращения: 30 октября 2012. Архивировано 28 декабря 2012 года.
Учётная карточка захоронения ЗУ380-23-44. Дата обращения: 30 октября 2012. Архивировано 28 декабря 2012 года.
Схема захоронения ЗУ380-23-44. Дата обращения: 30 октября 2012. Архивировано 28 декабря 2012 года.